# حامية عسكرية
الحامية العسكرية هي مجموعة من القوات المتمركزة في موقع معين لحراسته في الغالب الأعمّ، أو لمجرد اتخاذه مقراً رئيسياً في كثير من الأحيان، وعادة ما تتكون الحامية العسكرية من قوات لحماية مدينة مهمة أو قلعة أو حصن أو ما شابه. وحامية المدينة هو تعبير شائع عن أي مدينة لديها قاعدة عسكرية لحمايتها أو تتمركز بالقرب منها.

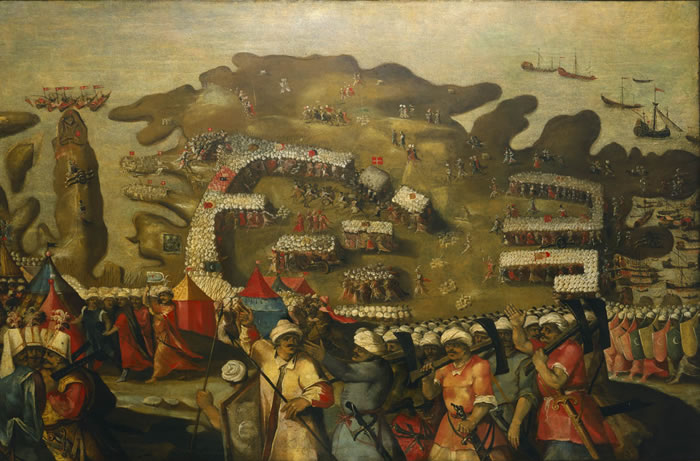
لوحة توضح فرقة تابعة لجيش الدولة العثمانية وهي تسعى لفتح مالطا في سنة 1565م.

## الحصون الإسلامية
شيّد المسلمون العرب خلال الفتوحات الإسلامية أعداداً كبيرةً من الحصون والقلاع و القصور في البلدان والأمصار والمدن التي فتحوها لتكون سداً منيعاً في وجه الغزاة، وأحاطوها بالأسوار العالية وأبراج المراقبة وفتحات رمي السهام. وقد ادت هذه الحصون دوراً مهماً في الذود عن تلك المناطق وتأمينها، وفي الانطلاق منها إلى فتح مزيد من المناطق. وكان يقيم في هذه المنشآت العسكرية عدد من المجاهدين الذين كان يتم تجنيدهم من وسط بدو شبه الجزيرة العربية. ويوجد الكثير من آثار هذه الحصون في بلاد الشام ومصر و سلطنة عُمان والمغرب
وغيرها.
كما كانت هذه الحصون تضم جيوشاً تقوم بحامية السكان من غير المسلمين من أهل الذمة وذلك بموجب عهود الأمان الموقعة معهم، كضريبة دفاع في مقابل حمايتهم من أي اعتداء خارجي بسبب اعفائهم من الاشتراك في الجيوش الإسلامية حتى لا يخوضوا حرباً يدافعون فيها عن الإسلام قبل أن يعتنقوه. ومن امثلة الحاميات القديمة حامية مدينة طليطلة في الأندلس بأسبانيا والتي استولى عليها الفونسو السادس ملك قشتالة الأسبانية أثناء حركة الاسترداد المسيحي سنة 1085 م، ميلادية الموافقة لسنة 478 هجرية. وفي القرنين السادس عشر و السابع عشر كان مصطلح الحامية يستخدم للدلالة على القوات التي تقوم بحراسة المدن المحصنة. وقد شكلت هذه الحصون وجنودها نواة الحاميات العسكرية في يومنا هذا.

## الحامية في العصر الحديث

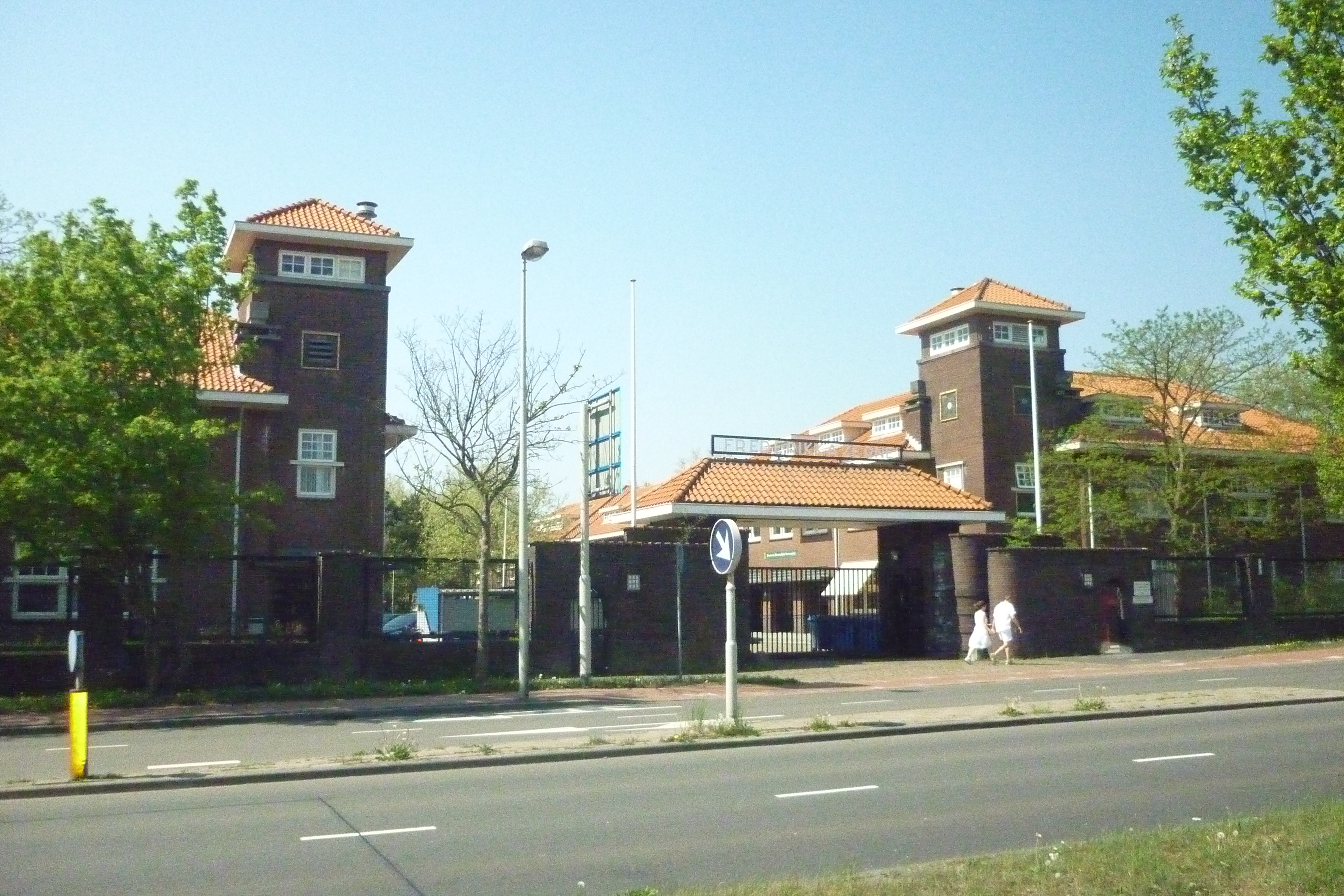
ثكنة فريدريك في لاهاي تم تشييدها في الفترة من 1770-1771م.

وواقع الحال إن الحامية بمفهومها الحالي هي مجموعة عسكرية مهمتها الدفاع عن موقع غالبا ما يكون مدينة استراتيجية، وتتكون من ألوية أو فرق عسكرية في قاعدة عسكرية مثل حامية لندن في بريطانيا وحامية كسلا في السودان وحامية لاهاي في هولندا.
يقول المؤرخ اللبناني نعوم شقير في كتابه تاريخ وجغرافية السودان والذي رافق قوات خديوي مصر محمد على باشا عند غزوها السودان في سنة 1821 م :«بأن حامية كسلا كان بها 4 آلاف من الجهادية السود ومعهم ألف جندي من الباشبوزق (الجنود الأتراك) والشايقية (قبيلة من شمال السودان). وكان المدير على كسلا وقتها إبراهيم بك أدهم. لم يصرف الجهادية رواتبهم لستة أشهر لذلك فقد رفضوا الخروج في غزوة لجبال البارية والبازة في (قبائل في اريتريا) وأعلنوا التمرد. قام قائد الحامية بتسليح التجار المغاربة وأهل البلد ووضعهم على أسوار المدينة للدفاع عنها.»

## تشكيلة الحامية
تختلف تشكيلة قوات الحامية، ففي حين يتكون بعضها من كتائب وألوية يتشكل البعض الآخر من أكثر من فرقة. وتحتوي الحامية على أكثر من ثكنة عسكرية لإيواء تلك القوات ولها قيادتها العسكرية الخاصة بها وغالبا ما يقودها ضابط عسكري برتبة رفيعة مثل رتبة عقيد أو عميد أو لواء يساعده عدد من الضباط و ضباط الصف. كذلك تختلف اسلحتها ومعداتها.